# Simone Verovio
Simone Verovio (* um 1555 in s'Hertogenbosch; † 17. Dezember 1607 in Rom) war ein holländischer Komponist, Kalligraph, Notenstecher, Musikverleger und Herausgeber.

## Leben
Spätestens 1575 ließ er sich in Rom nieder. 1586 führte er den Kupferstich in den Notensatz ein; eine Technik, die sich bis in die jüngste Vergangenheit erhalten hat. Unter anderem veröffentlichte er Luzzasco Luzzaschis Madrigali (1601) und Claudio Merulos Toccate d’intavolatura (1598, 1604). Er arrangierte auch selbst für Laute und Cembalo; so erschien von ihm 1591 Canzonette […] con l’intavolatura del Cimbalo e del Liuto.